# Shirshasana
Shirshasana, sirsasana o salamba shirshasana (en sánscrito: शीर्षासन, AITS: sālamba śīrṣāsana) es una asana invertida del hatha yoga. Es una postura de nivel avanzado por lo que se requieren haber practicado previamente otras asanas de nivel básico e intermedio.

## Etimología y origen
Las palabras en sánscrito sālamba śīrṣāsana significan 'postura apoyada sobre la cabeza':
- Salamba (en sánscrito: षलम्ब, AITS: sālamba), que significa 'apoyado'
- Sirsa (en sánscrito: शीर्ष, AITS: śīrṣā), que significa 'cabeza'
- Asana' (en sánscrito: आसन, AITS: āsana), que significa 'postura'

### Origen
El nombre śīrṣāsana es relativamente reciente; la postura en sí es mucho más antigua, pero era conocida por otros nombres. Al igual que otras inversiones, se practicaba como Viparita Karani, y es descrita como un mudra en el libro del siglo XV Hatha Yoga Pradipika y en otros textos clásicos sobre haṭha yoga. En el Yogaśāstra del siglo XI de Jemachandra, este lo llama duryodhanāsana ('pose de Duryodhana') o kapālīkarana ('técnica del cráneo'), mientras que el Haṭha Yoga Pradīpikā en el siglo XVIII lo llama kapālī āsana, postura de la cabeza; es la número 17 del conjunto de 84 asanas descritas e ilustradas allí. Sin embargo, el libro Sritattvanidhi del siglo XIX usa los nombres śīrṣāsana y kapālāsana. El Malla Purana, un manual del siglo XIII para luchadores, nombra pero no describe 18 asanas, incluida śīrṣāsana.

## Estudios
El 2006 se publicó un estudio en Chennai, India, con 75 personas para determinar si existe una correlación entre la práctica de esta asana y la hipertensión ocular no encontrándose ninguna en el grupo de muestreo.
Un estudio del 2017 en Taiwán se realizó para verificar si existían diferencias en la distribución de fuerza en las articulaciones del cuello y los codos entre mujeres y hombres al ejecutar la postura. No se encontraron diferencias significativas.
Un estudio del 2019 concluyó que la posición no incrementa la circulación sanguínea en el cerebro.

## Contraindicaciones
Es una postura contraindicada para principiantes por los varios problemas físicos que puede causar a corto, mediano y largo plazo. Se desaconseja la postura en caso de presión arterial alta, palpitaciones del corazón, glaucoma, durante la menstruación o hernia de hiato.